# 549

## Decese
- dată necunoscută: Sfântul Herculan  (n. ?)